# Asociación de Fútbol de Fiyi
La Asociación de Fútbol de Fiyi (en inglés: Fiji Football Association) fue fundada en 1938 y afiliada a la FIFA en 1963. Es un miembro de la Confederación de Fútbol de Oceanía (OFC) y está a cargo de la Liga Nacional de Fútbol de Fiyi, la Copa Fiyi y la Selección de fútbol de Fiyi y todas las demás categorías inferiores.